# Simulium neireti
Simulium neireti är en tvåvingeart som beskrevs av Émile Roubaud 1905. 
Simulium neireti ingår i släktet Simulium och familjen knott. Artens utbredningsområde är Madagaskar. Inga underarter finns listade i Catalogue of Life.